# Argozelo
Argozelo é uma vila portuguesa sede da Freguesia de Argozelo do Município de Vimioso, freguesia com 29,55 km² de área e 560 habitantes (censo de 2021), tendo, por isso, uma densidade populacional de 19 hab./km². 
A povoação de Argozelo foi elevada à categoria de vila a 12 de julho de 2001. Situa-se a aproximadamente 18 km de Vimioso, sede do município, 26 km de Bragança e 13 km do IP4 que liga Bragança a Espanha (município de Alcanizes e província de Zamora).

## Demografia
A população registada nos censos foi:
| Ano  | 0-14 Anos | 15-24 Anos | 25-64 Anos | > 65 Anos |
| 2001 | 109       | 136        | 389        | 175       |
| 2011 | 79        | 71         | 370        | 181       |
| 2021 | 50        | 46         | 258        | 206       |

## Vila de Argoselo ou Argozelo
Sendo uma das maiores aldeias do Distrito de Bragança com destacada atividade económica, Argozelo tornou-se vila em 2001.
Ulgosello, diminutivo de Ulgoso – antigo nome de Algoso, outra freguesia do concelho –, deu origem ao nome Argoselo que ainda hoje se usa e assim é pronunciado pelas pessoas que, segundo o uso local tradicional, seguem distinguindo o s do z, assim como se usava em antigo português. A alteração para Argozelo é sinal de mudança reivindicado por parte da população que quer associar à imagem da vila uma ideia de dinamismo que caracteriza as suas gentes.
Fez parte do concelho de Miranda do Douro, por carta de El-Rei D. Dinis de 1 de abril de 1319 (era 1357). Depois passou para o extinto concelho de Outeiro e depois para o (atual município) de Vimioso.

## Arqueologia e história
Esta localidade foi povoada pelo menos desde inícios da Idade Média, a julgar pela documentação escrita. Os primeiros habitantes podem ter chegado, no entanto, muito antes. Há lendas que apontam neste sentido, porque existem vestígios que se poderão revelar pré-históricos depois de estudos arqueológicos mais profundos. Nas ladeiras do rio Sabor, no sítio chamado Covas do Teixo, existem dois redutos chamados pelo povo de Buraco de Fumo e Sala Assombrada. Diz-se que aqui viveu o homem paleolítico. Além disso, foram encontrados no termo da freguesia quatro machados do período neolítico, um fragmento de cobre e um de bronze. Todos estes vestígios encontram-se actualmente em Bragança.
A primeira igreja paroquial foi construída por volta dos séculos XII ou XIII. De pequenas dimensões, terá sido demolida e substituída por outra, mais ampla, erguida num lugar central da freguesia que, desde a Idade Média, crescera muito.

## Atividades económicas
A freguesia de Argozelo é marcadamente rural. A agricultura, a olivicultura, a vinicultura e a produção de amêndoa e cortiça compõem as principais atividades da população que também se dedica à construção civil, à serralharia e à indústria de transformação de madeira.
O artesanato de Argoselo está bem vivo na freguesia. Funileiros, arreeiros, curtumes, alfaiataria, latoaria, rendas e bordados vão alimentando a tradição.

## Exploração do volfrâmio
Houve extração mineira até 1986, mas as minas de volfrâmio e estanho estão atualmente desactivadas.
Inicialmente a céu aberto, com lavagem directa no pequeno riacho que passava no atual Prado fazendo-se posteriormente a partir de galerias de pequena profundidade que ainda se podem observar nalgumas propriedades. O planalto que se inicia desde o vale do Sabor no prolongamento do monte do São Bartolomeu e o esgotamento dos recursos à superfície, obrigou à extração em profundidade e em exclusividade no subsolo. Uma figura marcante na história da mina foi José Joaquim Alves Velho, já falecido em 20 de agosto de 1986, um dos pioneiros na extração do minério e responsáveis pela sua expansão, que por vários anos, foi a principal fonte de renda das famílias da região. Atualmente, os terrenos da mina pertencem à Minargol, contudo esta empresa faliu e existe agora um liquidatário judicial cuja entidade se desconhece, e que talvez por isso tem sido tão difícil chegar a uma decisão consertada com a autarquia a fim de intervir neste espaço.

## Gastronomia
O folar da Páscoa e bolos caseiros comporem a ementa. Não nos podemos esquecer da qualidade dos enchidos, onde se destacam as alheiras de fabrico artesanal.
O vinho sempre fez parte do patrimônio local, contudo esta região tem perdido larga importância nesta área, visto não se encontrar numa região demarcada. Sabe-se, contudo, que os mostos aqui produzidos são utilizados para a feitura de vinho comercializado com rótulos certificados de outras regiões. Resta ao visitante provar um vinho tradicional, bebido directamente da pipa, permitindo ao transeunte um encontro com os sabores mais puros do paladar.

## Festas tradicionais: São Bartolomeu
A festa de São Bartolomeu que decorre todos os anos no dia 24 de agosto é, pela sua projecção para além-fronteiras, a mais conhecida. São verdadeiras enchentes de populações que se deslocam ao santuário situado nas imediações desta terra para prestar devoção ao santo, visitar um santuário de belezas paisagísticas inigualáveis, onde se podem vislumbrar uma excelsa panorâmica sobre o vale do Sabor e apreciar um saboroso piquenique à sombra de frondosas árvores em qualquer época do ano. Para quem possa ter a oportunidade de visitar Argozelo durante o Verão, não se espante ao ver um aglomerado populacional num bailarico de rua bastante animado, bem à moda do mês de Agosto, ainda que caia neve.